# Qira (Salfit)
Qira, en arabe : قيرة, est un village du gouvernorat de Salfit en Palestine. Il est situé à 19 kilomètres au sud-ouest de Naplouse au nord de la Cisjordanie.
Selon le recensement du bureau central palestinien des statistiques, la localité compte une population de 1 278 habitants en 2017.